# Saslauje
Saslauje (belarussisch Засла́ўе Zasłauje [zaˈsɫau̯je]), auch Saslawl (russisch Заславль, polnisch Zasław, litauisch Zaslavlis), ist eine belarussische Stadt in der Minskaja Woblasz im Rajon Minsk, 20 Kilometer nordwestlich der Hauptstadt Minsk. Sie hat heute etwa 14.000 Einwohner und liegt in unmittelbarer Nähe zum Saslaujer Stausee, auch als Minsker Meer bekannt.
Saslauje soll im Jahre 985 von Wladimir I. gegründet worden sein, welcher seine Frau Rogneda und seinen Sohn Isjaslaw von Polazk dorthin zu leben schickte; nach ebendiesem Sohn ist die Stadt auch benannt. Im Frühmittelalter war die Stadt Sitz des Fürstentums Saslauje. Im 11. Jahrhundert wurde die Stadt befestigt; ein Großteil des historischen Gebietes wurde für archäologische Zwecke unter Schutz gestellt.
Architektonische Sehenswürdigkeiten sind die Erlöserkirche, welche nach 1577 gebaut wurde, und die römisch-katholische Mariä-Geburts-Kirche, erbaut zwischen 1774 und 1799, sowie das Schloss Saslauje.